# Juan Cruz Esquivel
Juan Cruz Esquivel (Cañada Rosquín, provincia de Santa Fe, 22 de agosto del 2000) es un futbolista argentino. Juega como extremo en San Martín de Tucumán, de la Primera Nacional.

## Trayectoria
Juan Cruz Esquivel debutó en el año 2019 de la mano de Juan Manuel Llop en Atlético de Rafaela. Luego de una temporada en la que marcó 6 goles en 19 partidos, partió hacia Talleres de Córdoba en 2021. El club cordobés compró el 65%, donde el futbolista tiene contrato hasta 2025.

### Tigre
Fue comprado por el club Tigre el 8 de agosto de 2023. Firmaría hasta el 31 de diciembre de 2026. Tigre compró el 100% del pase a Talleres por un monto no revelado.

### Gimnasia y Esgrima La Plata
A fines de julio de 2024, arribó a Gimnasia y Esgrima La Plata a préstamo, sin cargo y con opción de compra, desde el Club Atlético Tigre y firmó contrato  hasta diciembre de 2025.
El 5 de agosto de 2024 tuvo un debut para el olvido, ingresó y lo expulsaron a los 10 minutos.

## Estadísticas

### Clubes
Actualizado hasta su último partido disputado el 17 de agosto de 2025.
| Club                              | Div.          | Temporada     | Liga  | Liga  | Liga   | Copas nacionales | Copas nacionales | Copas nacionales | Torneos internacionales | Torneos internacionales | Torneos internacionales | Total | Total | Total  |
| Club                              | Div.          | Temporada     | Part. | Goles | Asist. | Part.            | Goles            | Asist.           | Part.                   | Goles                   | Asist.                  | Part. | Goles | Asist. |
| --------------------------------- | ------------- | ------------- | ----- | ----- | ------ | ---------------- | ---------------- | ---------------- | ----------------------- | ----------------------- | ----------------------- | ----- | ----- | ------ |
| Atlético Rafaela Argentina        | 2.ª           | 2018-19       | 3     | 0     | 0      | 1                | 0                | 0                | —                       | —                       | —                       | 4     | 0     | 0      |
| Atlético Rafaela Argentina        | 2.ª           | 2020          | 4     | 0     | 1      | —                | —                | —                | —                       | —                       | —                       | 4     | 0     | 1      |
| Atlético Rafaela Argentina        | 2.ª           | 2021          | 19    | 6     | 1      | —                | —                | —                | —                       | —                       | —                       | 19    | 6     | 1      |
| Atlético Rafaela Argentina        | Total club    | Total club    | 26    | 6     | 2      | 1                | 0                | 0                | 0                       | 0                       | 0                       | 27    | 6     | 2      |
| Talleres de Córdoba Argentina     | 1.ª           | 2021          | 12    | 0     | 0      | 2                | 0                | 0                | —                       | —                       | —                       | 14    | 0     | 0      |
| Talleres de Córdoba Argentina     | 1.ª           | 2022          | —     | —     | —      | 3                | 0                | 0                | —                       | —                       | —                       | 3     | 0     | 0      |
| Talleres de Córdoba Argentina     | Total club    | Total club    | 12    | 0     | 0      | 5                | 0                | 0                | 0                       | 0                       | 0                       | 17    | 0     | 0      |
| C. A. Platense Argentina          | 1.ª           | 2022          | 20    | 2     | 1      | 1                | 0                | 0                | —                       | —                       | —                       | 21    | 2     | 1      |
| C. A. Platense Argentina          | Total club    | Total club    | 20    | 2     | 1      | 1                | 0                | 0                | 0                       | 0                       | 0                       | 21    | 2     | 1      |
| C. A. Patronato Argentina         | 2.ª           | 2023          | 20    | 4     | 1      | 1                | 0                | 0                | 7                       | 2                       | 0                       | 28    | 6     | 1      |
| C. A. Patronato Argentina         | Total club    | Total club    | 20    | 4     | 1      | 1                | 0                | 0                | 7                       | 2                       | 0                       | 28    | 6     | 1      |
| C. A. Tigre Argentina             | 1.ª           | 2023          | —     | —     | —      | 6                | 0                | 0                | —                       | —                       | —                       | 6     | 0     | 0      |
| C. A. Tigre Argentina             | 1.ª           | 2024          | 1     | 0     | 0      | 14               | 1                | 0                | —                       | —                       | —                       | 15    | 1     | 0      |
| C. A. Tigre Argentina             | Total club    | Total club    | 1     | 0     | 0      | 20               | 1                | 0                | 0                       | 0                       | 0                       | 21    | 1     | 0      |
| Gimnasia y Esgrima (LP) Argentina | 1.ª           | 2024          | 6     | 0     | 0      | —                | —                | —                | —                       | —                       | —                       | 6     | 0     | 0      |
| Gimnasia y Esgrima (LP) Argentina | Total club    | Total club    | 6     | 0     | 0      | 0                | 0                | 0                | 0                       | 0                       | 0                       | 6     | 0     | 0      |
| San Martín (T) Argentina          | 2.ª           | 2025          | 22    | 5     | 3      | 2                | 0                | 0                | —                       | —                       | —                       | 24    | 5     | 3      |
| San Martín (T) Argentina          | Total club    | Total club    | 22    | 5     | 3      | 2                | 0                | 0                | 0                       | 0                       | 0                       | 24    | 5     | 3      |
| Total carrera                     | Total carrera | Total carrera | 107   | 17    | 7      | 30               | 1                | 0                | 7                       | 2                       | 0                       | 144   | 20    | 7      |
| 1. 2.                             |               |               |       |       |        |                  |                  |                  |                         |                         |                         |       |       |        |